# ATP Challenger Champaign
Das ATP Challenger Champaign (offizieller Name: JSM Challenger of Champaign-Urbana) ist ein seit 1996 jährlich stattfindendes Tennisturnier in Champaign, Illinois, das auch zeitweise in Urbana stattfand. Es ist Teil der ATP Challenger Tour und wird in der Halle auf Hartplatz ausgetragen. Bisheriger Rekordsieger ist Rajeev Ram im Doppel. Er gewann das Turnier in den Jahren 2004, 2006 und 2008 mit jeweils unterschiedlichen Partnern. Im Einzel gewann Henri Laaksonen mit Tim Smyczek als einziger Spieler das Turnier zweimal.

## Siegerliste

### Einzel
| Jahr | Sieger                | Finalgegner         | Ergebnis        |
| ---- | --------------------- | ------------------- | --------------- |
| 2024 | Ethan Quinn           | Nishesh Basavareddy | 6:3, 6:1        |
| 2023 | Patrick Kypson        | Alex Michelsen      | 6:4, 6:3        |
| 2022 | Ben Shelton           | Aleksandar Vukic    | 0:6, 6:3, 6:2   |
| 2021 | Stefan Kozlov         | Aleksandar Vukic    | 5:7, 6:3, 6:4   |
| 2020 | abgesagt              | abgesagt            | abgesagt        |
| 2019 | J. J. Wolf            | Sebastian Korda     | 6:4, 6:73, 7:66 |
| 2018 | Reilly Opelka         | Ryan Shane          | 7:66, 6:3       |
| 2017 | Tim Smyczek (2)       | Björn Fratangelo    | 6:2, 6:4        |
| 2016 | Henri Laaksonen (2)   | Ruben Bemelmans     | 7:5, 6:3        |
| 2015 | Henri Laaksonen (1)   | Taylor Fritz        | 4:6, 6:2, 6:2   |
| 2014 | Adrian Mannarino      | Frederik Nielsen    | 6:2, 6:2        |
| 2013 | Tennys Sandgren       | Sam Groth           | 3:6, 6:3, 7:64  |
| 2012 | Tim Smyczek (1)       | Jack Sock           | 2:6, 7:61, 7:5  |
| 2011 | Alex Kuznetsov        | Rik De Voest        | 6:1, 6:3        |
| 2010 | Alex Bogomolow        | Amer Delić          | 5:7, 7:67, 6:3  |
| 2009 | Michael Craig Russell | Taylor Dent         | 7:5, 6:4        |
| 2008 | Kevin Anderson        | Kevin Kim           | 6:3, 6:4        |
| 2007 | Jesse Levine          | Donald Young        | 7:64, 7:64      |
| 2006 | Amer Delić            | Zack Fleishman      | 6:3, 6:0        |
| 2005 | Danai Udomchoke       | Justin Gimelstob    | 7:5, 6:2        |
| 2004 | Justin Gimelstob      | Ramón Delgado       | 6:4, 6:4        |
| 2003 | Paul Goldstein        | Brian Vahaly        | 6:3, 6:1        |
| 2002 | Robby Ginepri         | Eric Taino          | 6:1, 3:6, 6:3   |
| 2001 | Ivo Karlović          | Robby Ginepri       | 6:4, 7:65       |
| 2000 | Jeff Salzenstein      | Antony Dupuis       | 7:64, 6:4       |
| 1999 | Frédéric Niemeyer     | Sébastien Lareau    | 7:6, 3:6, 7:6   |
| 1998 | Daniel Nestor         | Maurice Ruah        | 3:6, 7:6, 6:3   |
| 1997 | Andrew Richardson     | Cecil Mamiit        | 6:7, 7:6, 6:3   |
| 1996 | Justin Gimelstob      | Steve Bryan         | 5:7, 6:3, 6:4   |

### Doppel
| Jahr | Sieger                                  | Finalgegner                           | Ergebnis          |
| ---- | --------------------------------------- | ------------------------------------- | ----------------- |
| 2024 | Evan King Reese Stalder                 | Miķelis Lībietis Adam Walton          | 6:3, 7:64         |
| 2023 | John-Patrick Smith (2) Sem Verbeek      | Lucas Horve Oliver Okonkwo            | 6:2, 7:64         |
| 2022 | Robert Galloway Hans Hach Verdugo       | Ezekiel Clark Alfredo Perez           | 3:6, 6:3, [10:5]  |
| 2021 | Nathaniel Lammons Jackson Withrow       | Treat Huey Max Schnur                 | 6:4, 3:6, [10:6]  |
| 2020 | abgesagt                                | abgesagt                              | abgesagt          |
| 2019 | Christopher Eubanks Kevin King          | Evan Hoyt Martin Redlicki             | 7:5, 6:3          |
| 2018 | Matt Reid John-Patrick Smith (1)        | Hans Hach Verdugo Luis David Martínez | 6:4, 4:6, [10:8]  |
| 2017 | Leander Paes Purav Raja                 | Ruan Roelofse Joe Salisbury           | 6:3, 6:77, [10:5] |
| 2016 | Austin Krajicek (2) Tennys Sandgren     | Luke Bambridge Liam Broady            | 7:64, 7:62        |
| 2015 | David O’Hare Joe Salisbury              | Austin Krajicek Nicholas Monroe       | 6:1, 6:4          |
| 2014 | Ross William Guignon Tim Kopinski       | Frank Dancevic Adil Shamasdin         | 7:62, 6:2         |
| 2013 | Edward Corrie Daniel Smethurst          | Austin Krajicek Tennys Sandgren       | 7:65, 0:6, [10:7] |
| 2012 | Devin Britton Austin Krajicek (1)       | Jean Andersen Izak van der Merwe      | 6:3, 6:3          |
| 2011 | Rik De Voest (2) Izak van der Merwe (2) | Martin Emmrich Andreas Siljeström     | 2:6, 6:3, [10:4]  |
| 2010 | Raven Klaasen Izak van der Merwe (1)    | Ryler DeHeart Pierre-Ludovic Duclos   | 4:6, 7:62, [10:4] |
| 2009 | Brian Battistone Dann Battistone        | Treat Huey Harsh Mankad               | 7:5, 7:65         |
| 2008 | Rajeev Ram (3) Bobby Reynolds           | Olivier Charroin Nicolas Tourte       | 3:6, 6:3, [10:6]  |
| 2007 | Harel Levy Sam Warburg                  | Brendan Evans Scott Lipsky            | 6:4, 6:0          |
| 2006 | Rajeev Ram (2) Rik De Voest (1)         | André Sá Brian Wilson                 | 5:7, 6:4, [10:7]  |
| 2005 | Ashley Fisher Tripp Phillips            | Justin Gimelstob Rajeev Ram           | 6:3, 5:7, 6:0     |
| 2004 | Brian Baker Rajeev Ram (1)              | Justin Gimelstob Graydon Oliver       | 7:65, 7:67        |
| 2003 | Travis Parrott Bruno Soares             | Brian Baker Rajeev Ram                | 4:6, 6:4, 6:1     |
| 2002 | Gabriel Trifu Glenn Weiner              | Eric Taino Martin Verkerk             | 6:3, 6:2          |
| 2001 | Mardy Fish (2) Jeff Morrison            | Paul Rosner Gabriel Trifu             | 6:3, 5:7, 6:4     |
| 2000 | Taylor Dent Mardy Fish (1)              | Noam Behr Michael Craig Russell       | kampflos          |
| 1999 | Paul Goldstein Jim Thomas               | Bob Bryan Mike Bryan                  | 6:7, 7:6, 7:6     |
| 1998 | Jared Palmer Jonathan Stark             | Doug Flach Mark Merklein              | 6:4, 7:6          |
| 1997 | Michael Sell Kevin Ullyett              | Gōichi Motomura Takao Suzuki          | 3:6, 7:6, 6:2     |
| 1996 | David Di Lucia Scott Humphries          | Brandon Coupe Trey Phillips           | 6:4, 6:2          |